# Joséphine Mbarga-Bikié
Joséphine Mbarga-Bikié (sinh ngày 3 tháng 4 năm 1979) là một vận động viên nhảy xa người Cameroon.

## Thành tích
| Năm                   | Giải đấu                | Địa điểm                           | Thứ hạng              | Nội dung              | Chú thích             |
| Representing Cameroon | Representing Cameroon   | Representing Cameroon              | Representing Cameroon | Representing Cameroon | Representing Cameroon |
| --------------------- | ----------------------- | ---------------------------------- | --------------------- | --------------------- | --------------------- |
| 2003                  | Universiade             | Daegu, Hàn Quốc                    | 12th                  | Long jump             | 5.65 m                |
| 2004                  | African Championships   | Brazzaville, Republic of the Congo | 4th                   | Long jump             | 6.06 m                |
| 2005                  | Universiade             | Izmir, Turkey                      | 25th (q)              | Long jump             | 5.80 m                |
| 2005                  | Jeux de la Francophonie | Niamey, Niger                      | 5th                   | 4 × 100 m relay       | 46.72                 |
| 2005                  | Jeux de la Francophonie | Niamey, Niger                      | 4th                   | 4 × 400 m relay       | 3:46.38               |
| 2005                  | Jeux de la Francophonie | Niamey, Niger                      | 5th                   | Long jump             | 6.12 m                |
| 2006                  | African Championships   | Bambous, Mauritius                 | 3rd                   | 4 × 100 m relay       | 46.43                 |
| 2006                  | African Championships   | Bambous, Mauritius                 | 1st                   | Long jump             | 6.33 m                |
| 2006                  | World Cup               | Athens, Greece                     | 9th                   | Long jump             | 5.87 m                |
| 2007                  | All-Africa Games        | Algiers, Algérie                   | 5th                   | Long jump             | 6.19 m                |
| 2009                  | Jeux de la Francophonie | Beirut, Lebanon                    | 3rd                   | 4 × 100 m relay       | 46.24                 |
| 2009                  | Jeux de la Francophonie | Beirut, Lebanon                    | 7th                   | Long jump             | 6.04 m                |